# Soren Gauger
Soren Gauger (ur. 15 stycznia 1975) – kanadyjski tłumacz, pisarz, eseista, zamieszkały w Krakowie.
Tłumacz literatury polskiej na język angielski (przekłady Jasieńskiego, Ficowskiego, Jagielskiego); pisarz, eseista. Mieszka w Krakowie od września 1998 r. Ukończył studia w Simon Fraser University w Vancouver w Kanadzie w 1997 r., studiował także na UJ. Publikował w pismach w Stanach Zjednoczonych, Kanadzie i Europie.
Opublikował dwa zbiory opowiadań po angielsku Hymns to Millionaires (2004) i Quatre Regards sur l’Enfant Jesus (2004), dobrze przyjęte przez międzynarodową krytykę. Pisze także po polsku. Opowiadania publikował m.in. w „Ricie Baum” i „Ha!arcie”.
Na swoje tłumaczenia otrzymał trzy dotacje z Instytutu Książki i jedną od Ministerstwa Kultury i Dziedzictwa Narodowego.
W 2014 Fundacja Korporacja Ha!art wydała jego powieść Nie to / nie tamto, debiut Gaugera po polsku.
Ziemowit Szczerek powiedział o tej książce:
Pierwsze opowiadania z książki „Nie to / nie tamto” to świat wystylizowany na idealną rzeczywistość z anglosaskich wyobrażeń – włosy zaczesane w tył, łagodne uśmiechy, strzelnice w parkach na wolnym powietrzu. W podobnym klimacie zaczynają się niektóre piosenki Nicka Cave’a. I, podobnie jak u Cave’a, świat ten, w pewnym momencie, zaczyna się trząść. W 2023 roku otrzymał Nagrodę im.  Stanisława Ignacego Witkiewicza.

## Twórczość
- „Hymns to Millionaires” (2004)
- „Quatre Regards sur l'Enfant Jesus” (2004)
- Nie to / nie tamto. Kraków: Korporacja Ha!art, 2014. ISBN 978-83-64057-51-9. Brak numerów stron w książce
- Rzeczy niewysłowione, Wydawnictwo Nisza, Warszawa 2020, ISBN 978-83-62795-97-0